# District de Saint-Gaudens
Le district de Saint-Gaudens est une ancienne division territoriale française du département de la Haute-Garonne de 1790 à 1795.
Il était composé des cantons de Saint-Gaudens, Aspet, Aurignac, Bagneres, Boulogne, Ile-en-Dodon, Montréjeau, Saint Béat, Saint Bertrand, Saint Martory et Salies.

## Galerie

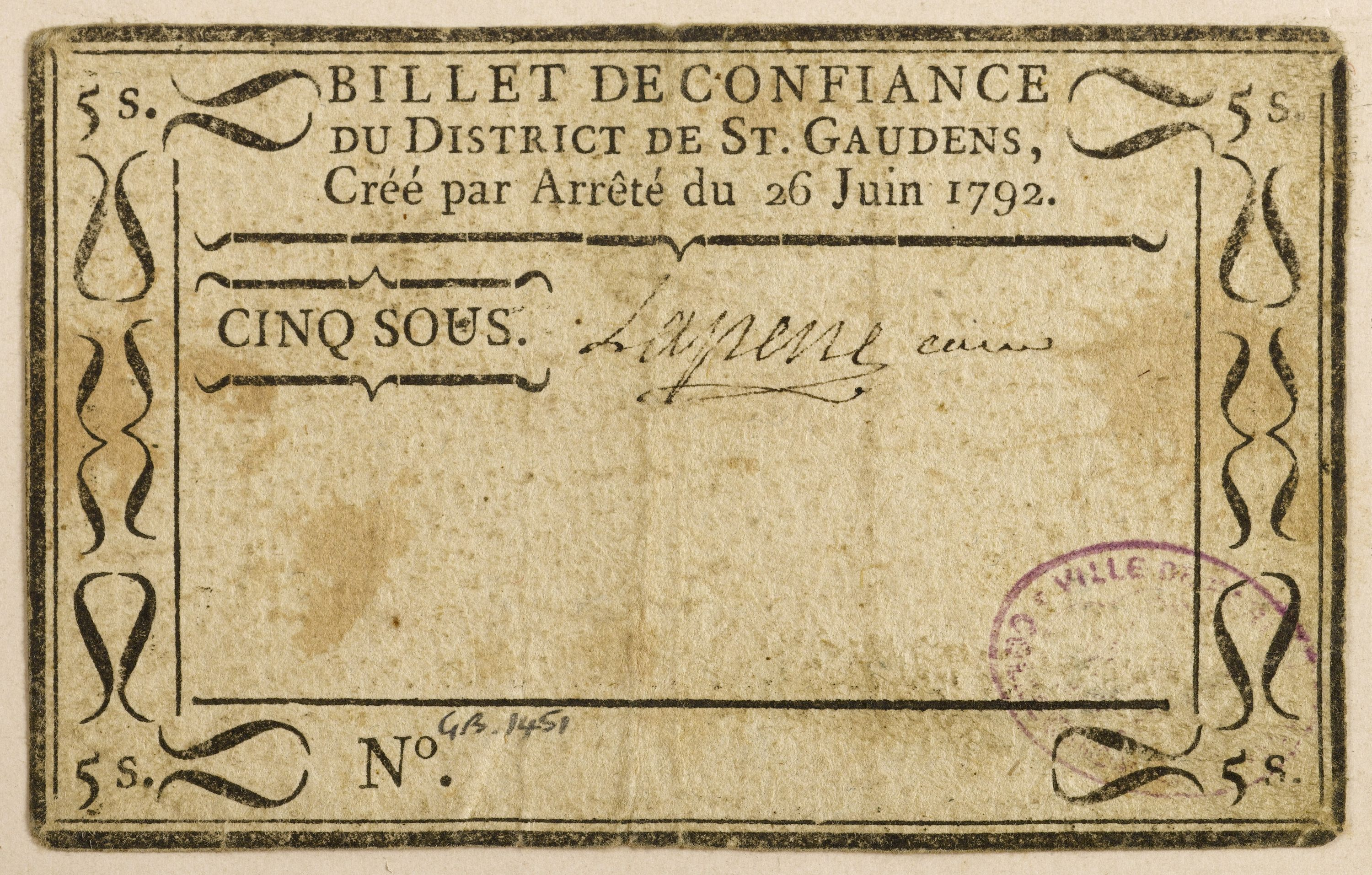
Billet de confiance de 5 sous émis par le district de Saint-Gaudens